# 九谷烧

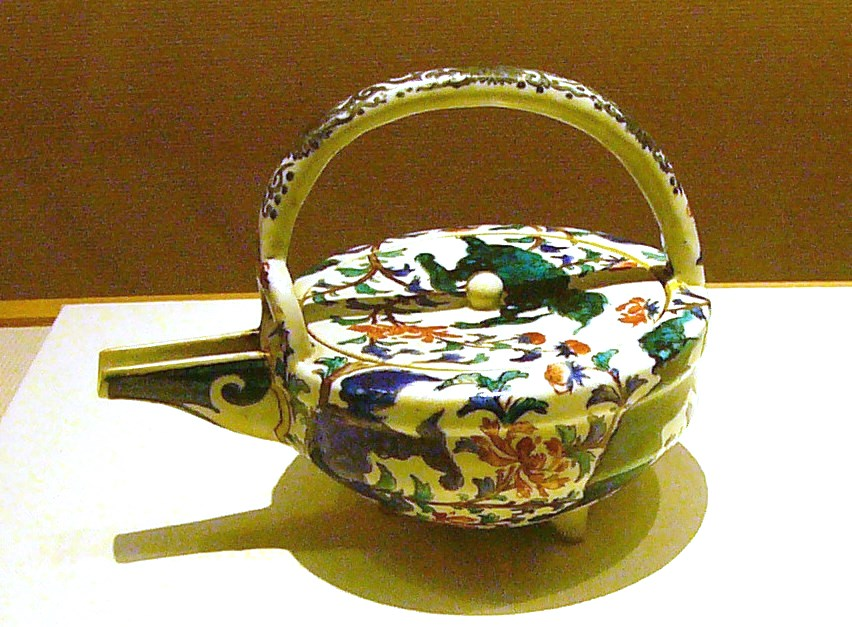
古九谷烧

九谷烧（日语：／ Kutani-yaki）是日本瓷器的分类之一，是在石川縣南部金澤市、小松市、加賀市及能美市生産的彩色瓷器。
与九谷烧齐名的还有备前烧、清水烧等。

## 歷史

### 九谷燒的誕生──江戶時代前期
九谷燒是由治理大聖寺藩的第一代藩主前田利治於礦山開發工程中，在加賀九谷村無意中發現可作為原料的瓷土，於明曆年間命家臣後藤才次郎沿大聖寺川而上開窯，一直持續到元祿初年。（此依據來自一件古九谷窯出土之花瓶，上書有「南無八藩大曆薩明曆元年 六月廿六日 田村權左右衛門」之款識）。同時引進以伊萬里燒聞名的有田 (佐賀藩) 技術，進而開始生產瓷器。然而「九谷燒」之名號乃基於該燒陶的礦窯，剛好位於陶土石產地的九谷村中，因此得名而生。
其中17世紀後半所生產的九谷燒作品，後世稱之為「古九谷」，意即古老的九谷燒，此時期的作品往往和有田燒及鍋島燒等瓷器作品提及伊萬里瓷時一併討論。
然而，古九谷從製作以來約60年後，不知何故突然停止生產。根據推論，也許是因為當時的大聖寺藩出現財政困難，導致礦窯的資金匱乏。此外也因藩主的世代更替而轉變政策方針等，雖然可以推論出數種停產的理由，卻也沒有明確的證據顯示，因此至今停產仍是謎團未解。

### 再興九谷──江戶時代後期
古九谷燒在元祿之後雖一時中斷，到了文政七年由大聖寺的富商吉田屋(豐田傳右衛門)策劃再興，又在大聖寺藩的「本家之藩」加賀藩的領主城鎮內，亦即今日的金澤，再度開始製作生產。這次乃是受到京都的陶瓷名家技術指導，而於加賀國 (現今之石川縣) 再開展陶瓷製作。雖然此期作品時間相當短暫，但由於引進新的製陶技術與古九谷燒的獨特作品風格相互結合，也促使大聖寺內出現了以復興九谷燒為使命的巨匠。為有別於古九谷，而將19世紀後新窯出土作品稱為「再興九谷」，其中以春日山窯、若杉窯、吉田屋窯、宮本屋窯、小野窯與永樂窯等為代表。

## 九谷燒瓷器特徵
九谷燒的瓷器特徵可由以下三點辨認，濃重色彩的運用、獨特的構圖風格與繪畫技法，以及銘款，在伊萬里瓷作為一集合名詞的情況下可以清楚的辨識出何為九谷燒作品。

### 濃重色彩的運用
華麗的彩繪是九谷燒最大的特徵。以紅、綠、紫、黃、青五種顏色為主要施釉色彩，其中紅彩較少用，以青綠黃為主。古九谷與眾不同的一大特點為黑色（二氧化錳）線條的運用，再以青、綠、紫等冷色調施釉時，並以黑彩描繪輪廓及細節，使這些冷色調不致過於沉悶，藉由對比效果凸顯這些色彩的亮麗。其彩繪構圖樣式可分為以下幾種，分別是染繪、青手（塗埋手）、彩繪（五彩手）與赤繪（金襴手）。
- 染繪：作品一般被稱作「藍九谷」，指古九谷中的青花作品。近年卻在有田地方的稗古場等地發現大量相同手法的作品，因此藍九谷的大部分作品都被視作初期的伊萬里作品。而同樣的彩繪古九谷中也有一部份被認為是受了伊萬里燒的影響而產生。

- 青手：又稱為「塗埋手」。以綠色塗料為主要基本調配色調，完全沒有紅色。其作品特徵為瓷器周身上下皆不留白而以塗料滿塗的華麗構圖方式進行形塑。此類作品亦被稱為「青九谷」，黑色線條的運用特別明顯，且有別於鍋島燒及柿右衛門事先畫好輪廓線號再填入色料，古九谷多在色料以上再次以黑色線條勾描細部。

- 彩繪：又稱作「九谷五彩」。乃使用綠、黃、紫、深藍、紅等五色塗料自由勾勒的作品。於器皿中央部位勾勒出作品的主題或題材乃其構圖特色。

- 赤繪：利用紅色塗料的難滲透及難暈染性，以細描方式於器皿上整體繪圖。此外，除了紅色塗料外，多數的作品會搭配金箔再上釉，華麗繽紛乃赤繪的特徵。將背景以紅色塗料塗埋後的器皿上，再搭配金箔裝飾，這樣的赤繪方式又稱之為「金襴手」。天保到明治年間，由陶畫工庄三(九古庄三，1816~1883)以西洋繪畫為借鏡，確立了彩色金襴技法。明治以後(1868~1912)此技法成為市場的主流，再興九谷作品中大量可見其運用。

### 獨特的構圖方式
九谷燒除了吸收中國傳統的構圖方式外，特殊的圖樣結構體現在團花和邊花的運用、開光形式的多變，以及釉色、紋飾的對比之處。其主要有幾種形式：一是把盤心盤沿作為一個整體直接繪畫；二是器物中心為主題紋飾，邊緣做輔助裝飾，邊飾或有連續的幾何圖形內填各種花草瓜果紋等，或是直接裝飾中國明清瓷器紋樣的開光裝飾，如唐草紋、捲雲紋、牡丹花紋等；最後是邊飾大量塗布，除中心主題外，以繁密的花紋層層相繞。

### 銘款
九谷燒款識中有窯名款，如「九谷造」「九谷」；有窯工款，如「青木昜木米」；有窯名窯工款，如「九谷莊三」「九谷木米」等。在古九谷瓷中，書寫款識的品種較少，除少數書紀午款，基本都是「福」字款，但多數書寫都極不規範。

## 再興九谷代表
因為生產古九谷的「青手」作品，因此青九谷亦被有了「吉田屋」這樣的名稱。文政八年窯移至交通方便的山代溫泉的越中谷，到了天保年間又因經營者換手而變為宮本屋窯。而山代窯到了慶應二年(1866年)受到來自京都的永樂和全的指導，因此這個時期的產品又稱作九谷永樂，和全雖在山代只停留了五年，卻使九谷燒有了技法上極大的進步。
- 春日山窯：古九谷消失後，在文化到文政初期年間，以再興九谷先趨的姿態，由京都招來青木木米，並在幕府的支持下開窯。 其代表畫風為「木米風」， 全面塗上紅色之後，人物則主要以五彩來上色。可以說是中國風的釉上彩。

- 吉田屋窯：文政年間，在企圖復興古九谷的大聖寺富商的支持下開窯。承襲古九谷青手的「塗埋手」技法。 除了圖案之外還用細小的紋樣打底，作品本身全部塗上顏色。其所形成的厚重感別具風格。

- 若杉窯：文化到明治年間。由居住在小松若杉村的林八衛開窯。雖然隸屬於加賀藩之下，但卻於明治維新期間廢窯。

- 宮本屋窯：吉田屋休窯後，由原來的負責人宮本屋宇右衛門開窯。以飯田屋八郎右衛門為中心，專攻彩繪、赤繪等細緻精品。

- 永樂窯：慶應年間，奉大聖寺藩命令，招來京都陶工永樂和全，以復興山代的九谷窯為目的而開窯。作品多為巧奪天工的京燒金襴手。